# 乘积密码
在密码学中，乘积密码（Product Cipher）通过结合两个或更多置换的方式制造比单独的加密方式更安全的密码以抵抗密码分析。乘积密码往往结合的是简单的置换/代换算法。其想法由克劳德·香农提出，在他决定性的论文“加密系统的通信理论”中首次提到。
对于涉及n个信息符号的转换，上述两个密码系统（置换和代换）本身都是不足的。香农建议使用组合的置换和代换转换，也就是乘积密码。这种组合可以产生比任何一个单独的密码系统更强大的密码系统。这种交替应用替换和置换的方法已被IBM用于Lucifer密码系统，并已成为国家数据加密标准的标准，如数据加密标准和高级加密标准。一个只使用替换和互换的乘积密码被称为代换-置换网络。费斯妥密码是乘积密码的一个重要类别。